# Sir Bani Yas
Sir Bani Yas (in arabo صير بني ياس, Ṣīr Banī Yās) è un'isola situata 250 km a sud-ovest di Abu Dhabi. Dista circa 9 km dalla penisola di Jebel Dhanna. Misura circa 17,5 km di lunghezza e 9 km di larghezza e ha una superficie di 70,53 km². Ciò ne fa la più grande isola naturale degli Emirati Arabi Uniti. Ospita l'Arabian Wildlife Park, la più grande area protetta degli Emirati Arabi Uniti, istituita nel 1970 dallo sceicco Zayed bin Sultan Al Nahyan. In questa vasta area, che ricopre circa metà dell'isola, sono state introdotte varie specie animali tipiche della penisola arabica, ormai estinte altrove, tra cui la gazzella delle sabbie (Gazella marica), la iena striata (Hyaena hyaena), l'orice bianco (Oryx leucoryx), il ghepardo (Acinonyx jubatus), l'ammotrago (Ammotragus lervia), la procavia delle rocce (Procavia capensis), la lepre del Capo (Lepus capensis), lo struzzo (Struthio camelus) e il riccio del deserto (Paraechinus aethiopicus). Qui è possibile effettuare safari e gite in mountain bike e praticare il tiro con l'arco e l'arrampicata.
Sull'isola sono presenti alcuni siti di importanza storica, tra i quali testimonianze risalenti all'età della pietra e alla prima epoca islamica, nonché i resti di un antico monastero cristiano.